# Tipula (Yamatotipula) aleutica
Tipula (Yamatotipula) aleutica is een tweevleugelige uit de familie langpootmuggen (Tipulidae). De soort komt voor in het Palearctisch en Nearctisch gebied.